# Băilești
Bailesti là một thị xã thuộc hạt Dolj, România. Dân số thời điểm năm 2002 là 20081 người.